# Annapolis mossi
Annapolis mossi is een spinnensoort in de taxonomische indeling van de hangmatspinnen (Linyphiidae).
Het dier behoort tot het geslacht Annapolis. De wetenschappelijke naam van de soort werd voor het eerst geldig gepubliceerd in 1945 door Muma.